# Estación de Avenida de la Ilustración
Avenida de la Ilustración es una estación de la línea 7 del Metro de Madrid situada bajo la calle Islas Cíes, en el barrio de Peñagrande del distrito Fuencarral-El Pardo. La estación de metro se puso en marcha el 29 de marzo de 1999.

## Accesos
Vestíbulo Avenida de la Ilustración
- Islas Cíes C/ Islas Cíes, 13. Próximo a C/ Fermín Caballero
- Ascensor C/ Islas Cíes, 13

## Líneas y conexiones

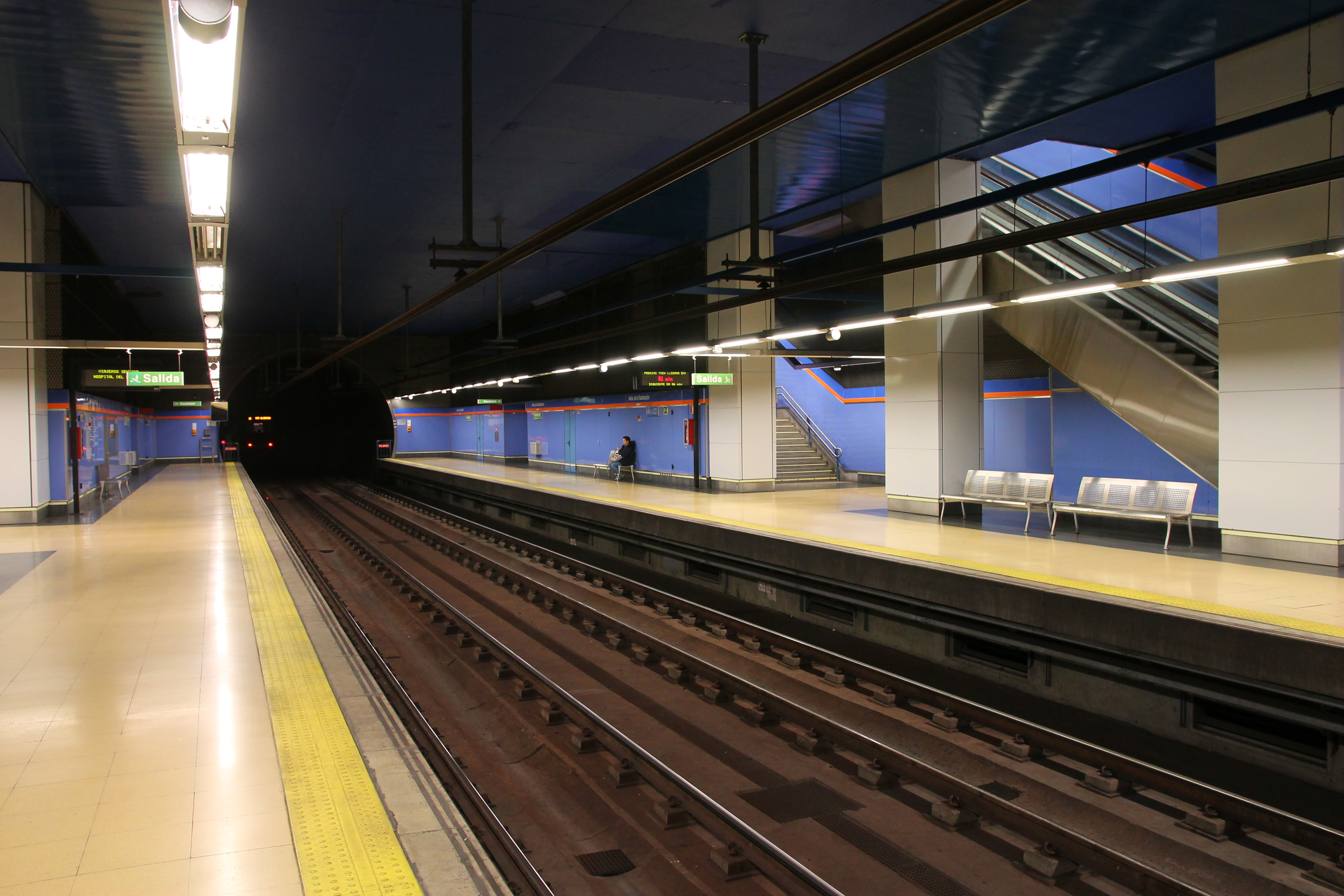
Andenes de la estación

### Metro
| << cabecera                                                  | < estación | línea | estación > | cabecera >> |
| ------------------------------------------------------------ | ---------- | ----- | ---------- | ----------- |
| Hospital del Henares Cambio de tren en Estadio Metropolitano | Peñagrande |       | Lacoma     | Pitis       |

### Autobuses
| Diurnos   |                            |                                           |
| Línea     | Destino                    | Parada                                    |
| 67        | Barrio de Peñagrande       | 1621 FERMÍN CABALLERO-ISLAS CÍES (n.º 88) |
| 127       | Glorieta de Cuatro Caminos | 1621 FERMÍN CABALLERO-ISLAS CÍES (n.º 88) |
| 67        | Plaza de Castilla          | 1622 FERMÍN CABALLERO-ISLAS CÍES (n.º 87) |
| 127       | Ciudad de los Periodistas  | 1622 FERMÍN CABALLERO-ISLAS CÍES (n.º 87) |
| Nocturnos |                            |                                           |
| Línea     | Destino                    | Parada                                    |
| N21       | Plaza de Cibeles           | 1621 FERMÍN CABALLERO-ISLAS CÍES (n.º 88) |
| N21       | Arroyo del Fresno          | 1622 FERMÍN CABALLERO-ISLAS CÍES (n.º 87) |